# 贝尔兰加
贝尔兰加，是西班牙埃斯特雷马杜拉巴达霍斯省的一个市镇。总面积128平方公里，
2001年普查人口總數為2660人，人口密度為每平方公里21人。